# Lynn County
Das Lynn County ist ein County im Bundesstaat Texas der Vereinigten Staaten. Das U.S. Census Bureau hat bei der Volkszählung 2020 eine Einwohnerzahl von 5.596 ermittelt. Der Sitz der County-Verwaltung (County Seat) befindet sich in Tahoka. Das County gehört zu den Dry Countys, was bedeutet, dass der Verkauf von Alkohol eingeschränkt oder verboten ist.

## Geographie
Das County liegt im Nordwesten von Texas, etwa 80 km östlich der Grenze zu New Mexico und hat eine Fläche von 2314 Quadratkilometern, wovon 4 Quadratkilometer Wasserfläche sind. Es grenzt im Uhrzeigersinn an folgende Countys: Lubbock County, Garza County, Borden County, Dawson County und Terry County.

## Geschichte
Ursprünglich war die Gegend von Apachen besiedelt, die im 18. Jahrhundert von Comanchen vertrieben wurden. 1873 und 1874 erlitten die Comanchen eine erste Niederlage gegen die US-Armee, die nach und nach die Indianer aus der Gegend vertrieb. Lynn County wurde am 21. August 1876 aus Teilen des Garza County gebildet und die Verwaltungsorganisation 1903 abgeschlossen. Benannt wurde es nach William Lynn (?–1836), einem Soldaten der Texanischen Revolution, der in der Schlacht von Alamo fiel. Nachdem ab 1877 Büffeljäger in größerem Ausmaß zu jagen begannen, kam es erneut zu einer Auseinandersetzung mit den Comanchen, die jedoch bereits Anfang 1877 von der US-Armee aus der Region vertrieben wurden. Obwohl das Land ab 1877 zur Besiedlung freigegeben war, blieb die Einwohnerzahl niedrig. Anfang der 1880er Jahre ließen sich erste Rancher in der Gegend nieder, zumeist in den Randgebieten des Countys. Innerhalb des Countys wurde 1884 die erste Ranch gegründet, weitere folgten, es waren jedoch zumeist kleine Familienbetriebe. Die Einwohnerzahl des Countys stieg von neun im Jahre 1880 auf 24 in 1890. Im Jahre 1900 war die Einwohnerzahl auf 19 gesunken. Zwar war das County bereits 1876 gegründet worden, aber es blieb bis 1903 unorganisiert. Nach 1900 strömten vermehrt Farmer ins County, die die Rancher von Teilen des Landes vertrieben, so stieg die Zahl der Farmen von 1900 bis 1910 von 5 auf 201 und die Bevölkerung wuchs von 17 im Jahr 1900 auf 1713 im Jahr 1910.
Der Anstieg der Bevölkerung war in erster Linie dem Anbau von Baumwolle zu verdanken. Als 1912 weitere Anbauflächen zum Verkauf standen, ließ sich eine große Anzahl Deutschstämmiger aus Mitteltexas im County nieder, und es begann eine stete Zuwanderung Deutscher, die bis in die 1950er Jahre anhielt. Der um 1930 einsetzende Preisverfall für Baumwolle traf besonders die kleineren Farmen, und die Anzahl der Baumwollfarmen sank von 2.138 im Jahre 1930 auf 1.471 im Jahre 1940. Nach dem Zweiten Weltkrieg wurde die Agrarstruktur des Countys diversifizierter, neben Baumwolle wurde zunehmend Weizen angebaut und Viehhaltung betrieben.
Als Anfang der 1950er Jahre im östlichen Teil des Countys Öl gefunden wurde, änderte sich die Wirtschaftsstruktur des Countys grundlegend. Auf Grund der Ölkrise 1973 wurden weitere Ölfelder erschlossen. Die jährliche Ölfördermenge im County erreichte Mitte der 1980er Jahre eine Größenordnung von 800.000 Barrel.
Ein Bauwerk im County ist im National Register of Historic Places („Nationales Verzeichnis historischer Orte“; NRHP) eingetragen (Stand 27. November 2021), das Lynn County Courthouse.

## Demografische Daten

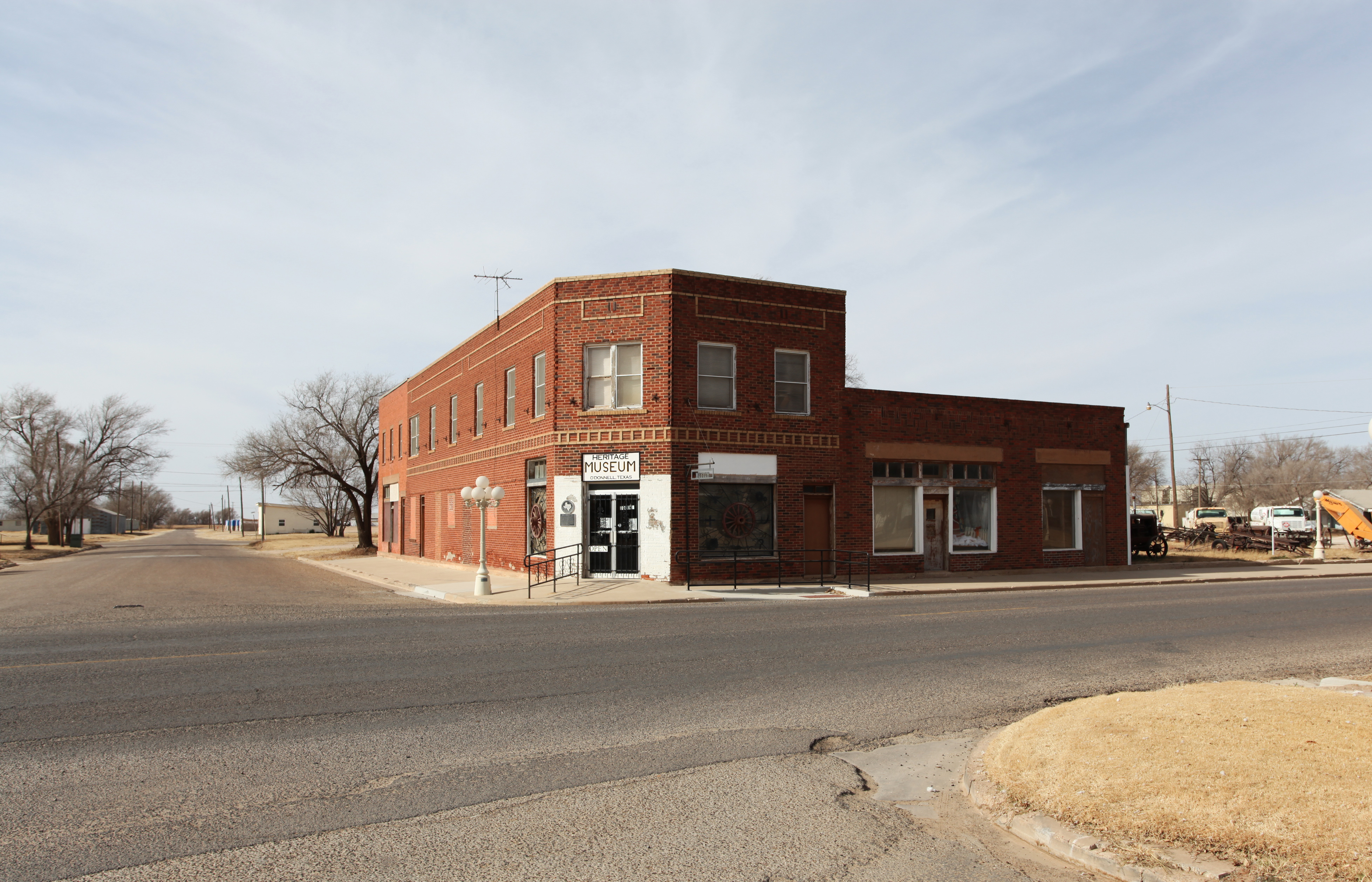
O’Donnell Texas Museum

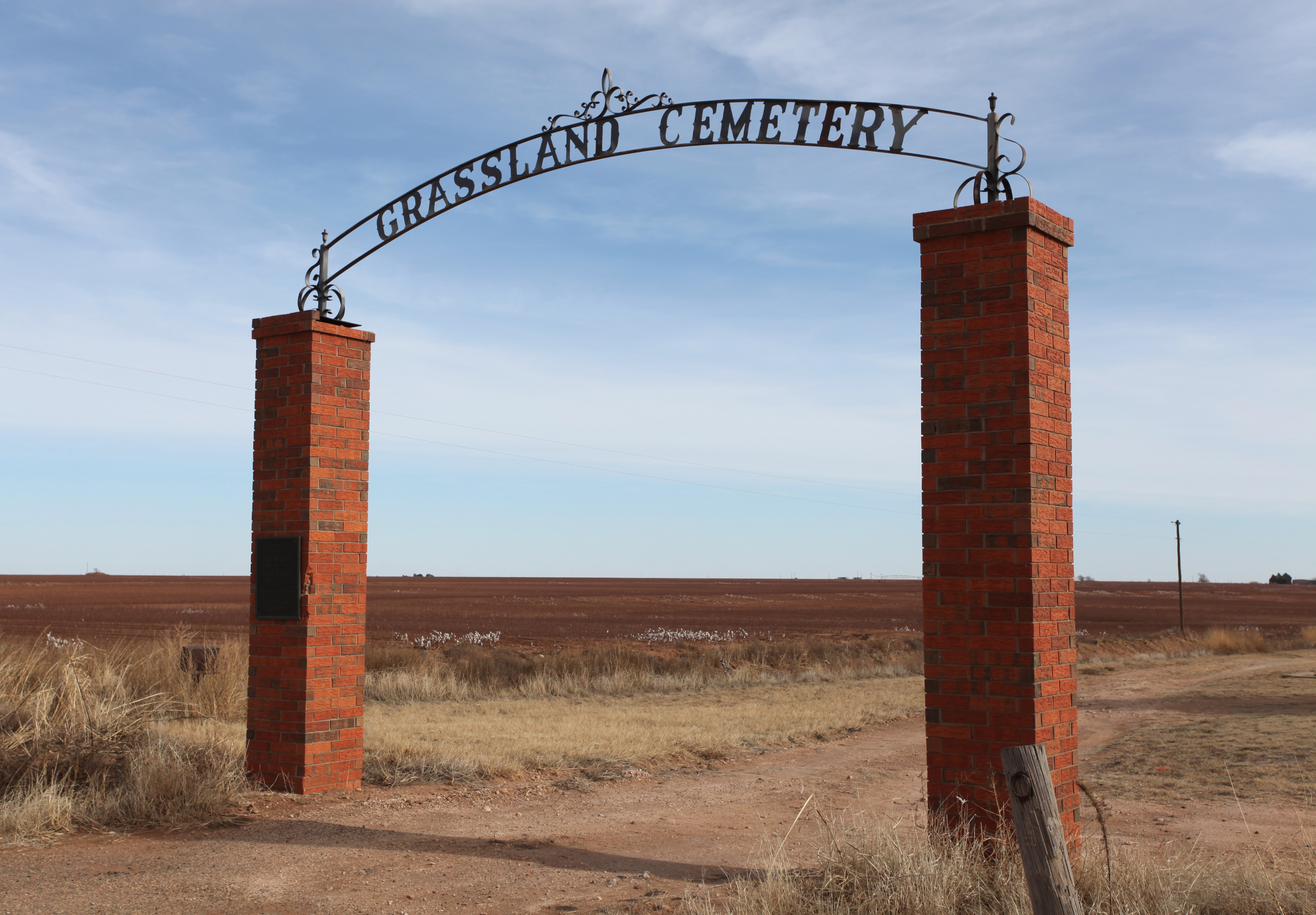
Der Friedhof Grassland Cemetery

Nach der Volkszählung im Jahr 2000 lebten im Lynn County 6.550 Menschen in 2.354 Haushalten und 1.777 Familien. Die Bevölkerungsdichte betrug 3 Einwohner pro Quadratkilometer. Ethnisch betrachtet setzte sich die Bevölkerung zusammen aus 75,53 Prozent Weißen, 2,84 Prozent Afroamerikanern, 1,02 Prozent amerikanischen Ureinwohnern, 0,15 Prozent Asiaten und 18,24 Prozent aus anderen ethnischen Gruppen; 2,21 Prozent stammten von zwei oder mehr Ethnien ab. 44,63 Prozent der Einwohner waren spanischer oder lateinamerikanischer Abstammung.
Von den 2.354 Haushalten hatten 38,9 Prozent Kinder oder Jugendliche, die mit ihnen zusammen lebten. 61,0 Prozent waren verheiratete, zusammenlebende Paare 11,1 Prozent waren allein erziehende Mütter und 24,5 Prozent waren keine Familien. 23,1 Prozent waren Singlehaushalte und in 12,1 Prozent lebten Menschen im Alter von 65 Jahren oder darüber. Die durchschnittliche Haushaltsgröße betrug 2,76 und die durchschnittliche Familiengröße betrug 3,25 Personen.
31,2 Prozent der Bevölkerung war unter 18 Jahre alt, 7,8 Prozent zwischen 18 und 24, 26,0 Prozent zwischen 25 und 44, 21,0 Prozent zwischen 45 und 64 und 14,0 Prozent waren 65 Jahre alt oder älter. Das Medianalter betrug 35 Jahre. Auf 100 weibliche Personen kamen 99,6 männliche Personen und auf 100 Frauen im Alter von 18 Jahren oder darüber kamen 93,8 Männer.
Das jährliche Durchschnittseinkommen eines Haushalts betrug 26.694 USD, das Durchschnittseinkommen einer Familie betrug 33.146 USD. Männer hatten ein Durchschnittseinkommen von 27.972 USD, Frauen 19.531 USD. Das Prokopfeinkommen betrug 14.090 USD. 19,3 Prozent der Familien und 22,6 Prozent der Einwohner lebten unterhalb der Armutsgrenze.

## Orte im County
| - Lakeview - New Home | - New Lynn - New Moore | - O’Donnell - Tahoka | - West Point - Wilson |